# Edward Hyra
Edward Władysław Hyra (ur. 8 października 1938 w Toruniu, zm. 18 stycznia 2009 w Toruniu) – generał brygady pilot Wojska Polskiego.

## Życiorys
Syn Władysława, żołnierza zawodowego i Zofii z domu Cichockiej. W 1958 ukończył Technikum Budowlane w Toruniu. W 1957 ukończył kurs szybowcowy w Szkole Szybowcowej w Fordonie oraz kurs samolotowy w Aeroklubie Pomorskim w Toruniu. W latach 1957–1958 przeszedł również przeszkolenie spadochronowe w Aeroklubie Pomorskim. Służbę wojskową rozpoczął w listopadzie 1958 i został skierowany na przeszkolenie unitarne i specjalistyczne w 5 pułku lotnictwa szturmowego w Bydgoszczy, gdzie od stycznia 1959 pełnił służbę jako mechanik uzbrojenia. W latach 1959–1962 był podchorążym w Oficerskiej Szkole Lotniczej im. Żwirki i Wigury w Radomiu. 23 marca 1962 promowany na stopień podporucznika przez gen. bryg.pil. Michała Jakubika. Po promocji pełnił służbę w 51 pułku lotnictwa myśliwsko-szturmowego w Pile, gdzie był kolejno starszym pilotem (1962–1964), dowódcą klucza (1964–1966) i zastępcą dowódcy eskadry (1966–1968). W latach 1968–1971 był słuchaczem Akademii Sztabu Generalnego WP w Rembertowie. Po ukończeniu studiów skierowany do 45 pułku lotnictwa myśliwsko-szturmowego w Babimoście, gdzie początkowo był dowódcą eskadry, a od 1972 zastępcą dowódcy pułku do spraw szkolenia. W latach 1975–1978 był dowódcą 6 pułku myśliwsko-szturmowego w Pile. W 1978 ukończył kurs przeszkolenia operacyjnego w Akademii Sztabu Generalnego WP, a w 1979 Podyplomowe Studium Operacyjno-Strategiczne w tej akademii. Od marca 1978 był zastępcą dowódcy do spraw liniowych 2 Brandenburskiej Dywizji Lotnictwa Szturmowo-Rozpoznawczego w Pile. W czerwcu 1983 został dowódcą tej dywizji, wkrótce przemianowanej na 2 Brandenburską Dywizję Lotnictwa Myśliwsko-Bombowego. W październiku 1989 na mocy postanowienia Prezydenta PRL został awansowany na stopień generała brygady. Nominację wręczył mu 9 października 1989 w Belwederze prezydent gen. armii Wojciech Jaruzelski.
W latach 1990–1995 pełnił funkcję komendanta Wyższej Oficerskiej Szkoły Lotniczej w Dęblinie, przemianowanej w 1994 roku na Wyższą Szkołę Oficerską Sił Powietrznych. W 1994 Rada Naukowa Wydziału Wojsk Lotniczych i Obrony Powietrznej Akademii Obrony Narodowej nadała mu stopień naukowy doktora nauk wojskowych. Promotorem jego rozprawy doktorskiej był płk prof. dr hab. Eugeniusz Zabłocki. W latach 1995–1998 był szefem szkolenia – zastępcą dowódcy Wojsk Lotniczych i Obrony Powietrznej. W październiku 1998 przeszedł w stan spoczynku. Po przejściu w stan spoczynku stał na czele Komitetu Organizacyjnego Budowy Pomnika ku Czci Lotników Polskich Poległych w latach 1939–1945. Był członkiem Krajowej Rady Lotnictwa.
Zmarł po długiej i ciężkiej chorobie 18 stycznia 2009 roku w Toruniu. Pochowany 24 stycznia 2009 na Centralnym Cmentarzu Komunalnym w Toruniu. W uroczystościach pogrzebowych udział wzięli m.in. Dowódca Sił Powietrznych gen. broni pilot Andrzej Błasik, byli dowódcy Sił Powietrznych gen. dyw. pil. Kazimierz Dziok oraz gen. broni Stanisław Targosz, Szef Wojsk Lotniczych gen. bryg. pil. Ryszard Hać, Dowódca Pomorskiego Okręgu Wojskowego gen. bryg. Zygmunt Duleba, a także były komendant Wyższej Oficerskiej Szkoły Lotniczej gen. bryg. w st. spocz. pil. Mirosław Hermaszewski, Prezes Stowarzyszenia Lotników Polskich płk Andrzej Jeziorski oraz dyrektor ITWL dr inż. Ryszard Szczepanik. W imieniu Stowarzyszenia Seniorów Lotnictwa Wojskowego pożegnalny list odczytał gen. dyw. pilot w st. spocz. Tytus Krawczyc.

## Osiągnięcia
Był pilotem wojskowym klasy mistrzowskiej. W powietrzu spędził 3100 godzin, w tym 2630 godzin na samolotach odrzutowych. Latał na samolotach: CSS-13, LWD Junak, Jak-18, TS-8Bies, PZL-130, MiG-15, MiG-17, Lim-2, Lim-6, TS-11 Iskra oraz Su-22, a także na szybowcach IS-3 ABC, IS-A Salamandra, IS-B Komar, SZD-15 Sroka, IS-2 Mucha. 22 lipca 1964 uczestniczył w defiladzie powietrznej w Warszawie, wykonując lot na samolocie Lim-6 w zgrupowaniu defiladowym „Jodełka”. W 1965 zajął 5. miejsce w zawodach rozpoznawczych lotnictwa Sił Zbrojnych. Dowodzony przez niego 6 pułk lotnictwa myśliwsko-szturmowego został wyróżniony w rocznym rozkazie ministra obrony narodowej do szkolenia z 1976 roku za wyniki w szkoleniu i służbie. W latach 80. dowodzona przez niego 2 Brandenburska Dywizja Lotnictwa Myśliwsko-Bombowego została przezbrojona w samoloty Su-22. W latach 90. był współorganizatorem ważnych wydarzeń lotniczych takich jak Światowy Zjazd Lotników Polskich (1992), Samolotowe Mistrzostwa Świata w Lataniu Precyzyjnym (1992), 75-lecie Lotnictwa Polskiego (1993). Jako komendant Wyższej Oficerskiej Szkoły Lotniczej kierował procesem wprowadzania do służby w WP trzech nowych typów statków powietrznych: PZL-130 Orlik, PZL I-22 Iryda oraz śmigłowca PZL W-3 Sokół.

## Odznaczenia
Został odznaczony m.in. Krzyżami Kawalerskim (1979), Oficerskim (1986) i Komandorskim (2003) Orderu Odrodzenia Polski oraz Złotym Krzyżem Zasługi (1973) i innymi odznaczeniami.

## Awanse
W trakcie służby wojskowej otrzymywał awanse na kolejne stopnie wojskowe:
- podporucznik – 1962
- porucznik – 1965
- kapitan – 1969
- major – 1974
- podpułkownik – 1977
- pułkownik – 1981
- generał brygady – 1989

## Życie prywatne
Od 1959 żonaty z Elżbietą Dylińską (zmarła w 2006). Małżeństwo miało córkę.